# Пролетарский район (Донецк)
Пролета́рский район Донецка — на юго-востоке Донецка.
- Площадь — 58 км²
- Население района — 103 005 человек (2001 год).
- Основан в 1937 году (в 1980 году на части территории образован Будённовский район).
- Подчинён Моспинский городской совет (население — 13 916 человек), в том числе:
  - город Моспино — 11 736 человек,
  - пгт Горбачёво-Михайловка — 828 человек,
  - село Бирюки — 700 человек,
  - село Вербовая Балка — 107 человек,
  - село Гришки — 65 человек,
  - село Михайловка — 55 человек,
  - село Новодворское — 70 человек,
  - село Октябрьское — 85 человек,
  - село Темрюк — 270 человек.

## Достопримечательности
- Дворцы культуры «Юбилейный», имени А. М. Горького ш/у «Красная Звезда» (заброшен), имени Ильича (сгорел)
- Парк им. Горького, сквер «Молодёжный», парк им. Филатова
- Ледовая арена «Алмаз»
- Ночной клуб «Опера»

## Жилые районы
- многоэтажная застройка:
  - Восточный,
  - Объединённый,
  - 65-й квартал,
- посёлки:
  - Чулковка,
  - Чумаково,
  - Красный посёлок,
  - Красная Звезда,
  - Ливенский,
  - Шахты «Капитальная»,
  - Шахты «Наклонная»,
  - Шахтоуправления имени Газеты «Правда»,
  - Обеточный,
  - Новодружеский,
  - Новопролетарский,
  - Пожидаевский,
  - Кучерово,
  - имени Пирогова.

Комитеты самоорганизации населения - Объединенный-1, Объединенный-2, Улица Раздольная-1, Улица Раздольная -2, Шахта 6 Красная Звезда, ШСУ, Первомайка,  ЦОФ Чумаковская, Ворошиловка, Шахта 9 Капитальная, Чулковка, Дудинский, Шахта 12/18, Шахта 6 Капитальная , Новостройка, Ливенский, Динамо, Улица Щетинина -1, Улица Щетинина-2,Улица Прожекторная-1, Улица Прожекторная-2.

## Основные автомагистрали
- ул. Будённовских партизан,
- ул. Пролетарская,
- ул. Большая Магистральная,
- ул. Армавирская,
- ул. Раздольная,
- ул. Коммунистическая,
- ул. Федосеева,
- ул. Зверькова,
- ул. Щетинина,
- ул. 301-й Донецкой дивизии,
- ул. Федько,
- ул.Опытная.

## Здравоохранение
- Городская больница № 9
- Городская больница № 11
- Городская больница № 12 (Моспино)
- Противотуберкулёзный диспансер № 2 («Чулковка»)

## Промышленные предприятия
- шахты № 12/18 и № 8 «Наклонная» (ГХК «Донецкуголь» — закрыта), № 9 и № 6 «Капитальная» (ГХК «Донецкуголь» — закрыта), имени Газеты «Правда» (ГХК «Донецкуголь» — закрыта), Шахтоуправление «Красная Звезда» (ГХК «Донецкуголь» — закрыта)
- Чумаковская ЦОФ (Центральная обогатительная фабрика)
- Чумаковский ремонтно-механический завод

## Транспорт
- Донгорэлектротранспорт:
  - троллейбус — маршруты № 11, 15 (редко) — в центр города
  - трамвай — маршруты № 10, — в центр города, № 15 по району от Будённовской площади.
- Автостанция «Объединённая» (по району)
- Метрополитен — строились станции:
  - «Чумаковская»,
  - «Пролетарская»,
  - планируются станции (согласно плану от 1997 года): «Восточная», «Донская сторона».
- железнодорожная станция Чумаково.